# معركة المزة (1148)
معركة المزة هي نزاع حربي حدث في 24 يوليو 1148 خلال حصار دمشق انتهت بانتصار الصليبيون على قوات البوريون المدافعة عن دمشق.

## تاريخ
في يوم السبت الرابع والعشرين من تموز/يوليو 1148، وصلت قوات الحملة الصليبية الثانية إلى دمشق وأقاموا معسكراً على أطراف البساتين والحدائق المحيطة بالمدينة. وتوقف اللاتين في البداية في بلدة "منازل العساكر" الواقعة على بعد ستة كيلومترات جنوب دمشق. ولم يمكثوا هناك طويلاً وانتقلوا في نفس اليوم إلى منطقة المزة التي كانت تزودهم بالمياه بكثرة. وهناك قطعت القوات الدمشقية طريقهم. وبعد معركة قصيرة اضطر المسلمون إلى التراجع بعد تقدم قوات الملك كونراد الثالث الذين تخلوا عن خيولهم وأصبحوا جنود مشاة. وبعد هذا الانتصار تمكن الصليبيون من التخلص من كل جنود الأحداث والأتراك الذين كانوا مختبئين في البساتين المحيطة.